# Старостин, Василий Михайлович
Васи́лий Миха́йлович Ста́ростин (24 января 1911, с. Горки-Коломенские, Коломенский уезд, Московская губерния, Российская империя, — 17 января 1976, Ленинград, СССР) — капитан 1-го ранга, Герой Советского Союза.

## Биография
По национальности русский. В ВМФ с 1933 года. Член КПСС с 1942 года. Окончил курсы подготовки командного состава Черноморского флота, служил командиром торпедного катера, затем командиром звена торпедных катеров флота. В 1939 году окончил Специальные курсы офицерского состава ВМФ, затем был преподавателем этих курсов. В марте 1940 года В. М. Старостин назначен в бригаду торпедных катеров Краснознамённого Балтийского флота.
С первых дней Великой Отечественной войны торпедные катера 1-го отряда 3-го дивизиона бригады торпедных катеров под командованием В. М. Старостина успешно конвоировали караваны транспортов, активно участвовали в минных постановках на фарватерах и у баз противника, неоднократно высаживали разведывательно-диверсионные группы на занятое им побережье и на островах, вели борьбу с подводными лодками. В начале 1944 года бригада получила от промышленности новые катера. В. М. Старостин был представителем бригады на судостроительном заводе по приёмке этих катеров. В кампанию 1944 года он первый открыл боевой счёт бригады. 30 мая 1944 года отряд катеров В. М. Старостина обнаружил в Нарвском заливе 4 тральщика и до 10 сторожевых катеров противника. В. М. Старостин смело повёл свои катера на сближение с неприятелем. В этом бою катера отряда потопили 3 тральщика врага. 6 июня — новая боевая победа отряда. Потоплены ещё 2 вражеских тральщика и 1 подорван. До июля 1944 года на счету отряда торпедных катеров под командованием В. М. Старостина было 7 потопленных кораблей противника общим водоизмещением 5620 тонн.
Указом Президиума Верховного Совета СССР от 22 июля 1944 года за образцовое выполнение боевых заданий командования на фронте борьбы с немецко-фашистским захватчиками и проявленные при этом мужество и героизм капитану 3 ранга В. М. Старостину присвоено звание Героя Советского Союза с вручением ордена Ленина и медали «Золотая Звезда» (№ 4020).
Его катера высаживали десант на остров Большой Тютерс. В конце 1944 года В. М. Старостин был назначен командиром 2-го дивизиона Краснознамённой бригады торпедных катеров. Дивизион высаживал десантников на косу Фриш-Нерунг, блокировал рейд и полуостров Свинемюнде и уже после Дня Победы, 10 мая 1945 года, высаживал десантные войска 19-й армии на датский остров Борнхольм. За активное участие в боевых операциях флота В. М. Старостин награждён орденами Красного Знамени, Ушакова II степени, Отечественной войны I степени и двумя орденами Красной Звезды.
В послевоенный период продолжал службу в ВМФ. В 1951 году окончил Военно-морскую академию. В 1955 году капитан 1-го ранга В. М. Старостин уволен в отставку.
Скончался 17 января 1976 года. Похоронен в Санкт-Петербурге на Серафимовском кладбище (участок 40).

## Награды
- Медаль «Золотая Звезда» (1944);
- орден Ленина;
- орден Красного Знамени (дважды);
- орден Ушакова II степени (№ 292);
- орден Отечественной войны I степени;
- орден Красной Звезды (дважды);
- медали.

## Память
- На Аллее Героев в городе Коломне Московской области прославленному земляку установлен обелиск.
- Имя Героя Советского Союза увековечено на мемориале «Воинам-катерникам» в Севастопольской гавани города Балтийск.
- Торпедолов ТЛ-1127 в составе Балтийского флота носит название «Василий Старостин»[1].